# Poke (rapper)
Resinjo Wijngaarde (Paramaribo, 17 december 1990), beter bekend onder zijn artiestennamen Poke en minder bekend Poke Pokro, is een Surinaams-Nederlands rapper. Hij staat onder contract bij het platenlabel Top Notch.

## Levensloop
Wijngaarde groeide op in Suriname en vertrok in 2008 naar Nederland, waar hij opgroeide in Nijmegen. Hij was tijdens zijn jonge jaren altijd bezig met muziek. Wijngaarde bracht in september 2017 zijn eerste single genaamd Roll It uit in samenwerking met rappers BKO en Jairzinho. Een maand later in oktober 2017 sloot hij zich aan bij platenlabel Top Notch.
In maart 2018 had Wijngaarde succes met de single Loco die hij in samenwerking maakte met Yung Felix en Dopebwoy, het nummer behaalde de twaalfde plaats in de Nederlandse Single Top 100 en bleef hier 32 weken in staan. Datzelfde jaar werkte hij samen met verschillende artiesten zoals F1rstman, Hef en MocroManiac.
In het voorjaar van 2019 bracht Wijngaarde zijn eerste album uit genaamd Yung Pokro, deze maakte hij samen met Yung Felix en deze behaalde de achtste plaats in de Nederlandse Album Top 100. In november van datzelfde jaar deed Poke mee aan de online-televisieserie Het Jachtseizoen van StukTV, waarin hij werd gepakt na 1 uur en 51 minuten.
In de zomer van 2020 bracht Poke in samenwerking met Gerard Joling het nummer We gaan raket nu uit.